# 梅里坦
梅里坦（法語：Méritein，法語發音：[meʁitɛ̃]）是法国大西洋比利牛斯省的一个市镇，属于奥洛龙-圣玛丽区。

## 地理
梅里坦（43°20'7"N, 0°45'51"W）面积6.9 平方千米，位于法国新阿基坦大区大西洋比利牛斯省，该省份为法国东南部省份，涵盖了贝阿恩与北巴斯克，西临大西洋比斯開灣，北至朗德省，东北接热尔省，东临上比利牛斯省，南与西班牙接壤。
与梅里坦接壤的市镇（或旧市镇、城区）包括：巴斯塔内斯、卡斯泰特诺-康布隆、纳瓦朗克斯、维耶勒塞居尔。
梅里坦的时区为UTC+01:00、UTC+02:00（夏令时）。

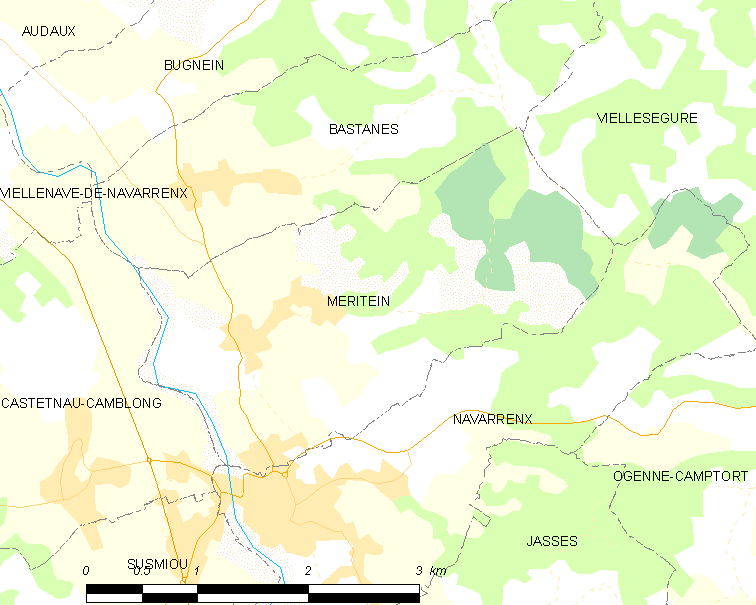
梅里坦的OSM定位图

## 行政
梅里坦的邮政编码为64190，INSEE市镇编码为64381。

## 政治
梅里坦所属的省级选区为贝阿恩中心县。

## 人口

1962-2008年间梅里坦人口变化图示

梅里坦于2022年1月1日时的人口数量为279人。